# Anchoa curta
Anchoa curta är en fiskart som först beskrevs av Jordan och Gilbert 1882.  Anchoa curta ingår i släktet Anchoa och familjen Engraulidae. IUCN kategoriserar arten globalt som livskraftig. Inga underarter finns listade i Catalogue of Life.